# Dinkes

Bandera dels dinka

Els dinkes són un poble melanoafricà que habita la conca central del Nil (Bahr al-Ghazal, Jonglei i algunes parts del sud de Kordofán i certes regions de l'Alt Nil) i que amb els xíl·luks, els nuers i d'altres formen els pobles de cultura nilòtica. Poble ramader, practica també la pesca i la caça. Viuen des del segle x a ambdós costats del Nil Blanc i parlen el dinka, una llengua del grup niloticosaharià. Actualment són uns tres milions d'individus i estan dividits en uns vint grups o tribus, cadascuna amb el seu cap elegit. Creuen en un ésser suprem i reten culte als avantpassats i als tòtems.
Són principalment agricultors i pastors, crien també bovids a la riba del riu a l'estació seca i cultiven mill i altres varietats de grans en emplaçaments estables durant la temporada plujosa. És un poble, juntament amb les tutsis de Ruanda, on els individus tenen una mitjana d'estatura més alta, entre tots els pobles africans. El seu llenguatge, anomenat dinka, pertany a la branca Chari-Nil de la família Nilo-Sahariana. La seva escriptura fa servir l'alfabet llatí amb algunes adaptacions.
Els dinkes són l'ètnia majoritària al sud del Sudan. Perseguits pel poder central islamitzant, són el principal suport de l'Exèrcit d'Alliberament Popular del Sudan (EAPS més conegut com a SPLA)